# Dainik Janambhumi
Dainik Janambhumi is een Assamees-talig dagblad, dat uitkomt in de Indiase deelstaat Assam. De krant kwam voor het eerst uit in 1972, in Jorhat. In 2004 volgden twee nieuwe edities: Guwahati en Tinsukia. De broadsheet is eigendom van Janambhumi Group of Publications.